# 1535-ös busz
Az 1535-ös jelzésű autóbusz egy országos autóbuszjárat volt, ami Pécset kötötte össze Kecskeméttel.

## Közlekedése
2020. december 13-áig a járatok Baja és Szolnok valamint Baja és Jászberény között közlekedtek.
A 2020. december 13-ai menetrendváltástól egy járat közlekedett Kecskemét és Pécs között a hetek első iskolai előadási napját megelőző napon. Útvonalának hossza 207,4 km, menetideje 4 óra 5 perc volt.
A 2024. december 15-ei menetrendváltással a Volánbusz Zrt. megszüntette az autóbuszvonalat, az utolsó járat 2024. december 8-án közlekedett.

## Megállóhelyei
| 0  | Kecskemét, autóbusz-állomás       | 1, 1D, 2D, 2S, 7, 7C, 12D, 15, 21, 22 550, 551, 581, 616, 625 1080, 1081, 1085, 1087, 1090, 1092, 1348, 1362, 1376, 1499, 1524, 1528, 1529, 1547, 1566 5075, 5202, 5203, 5205, 5208, 5210, 5212, 5214, 5215, 5216, 5217, 5219, 5220, 5221, 5222, 5223, 5224, 5225, 5226, 5227, 5228, 5229, 5231, 5232, 5233, 5234, 5235, 5237, 5238, 5240, 5241, 5242, 5245, 5255 |
| 1  | Kecskemét, Katona Gimnázium       | 1, 1D, 11, 11A, 15, 22 1499, 1529, 1547, 1566 5223, 5224, 5225, 5226, 5227, 5229, 5231, 5232, 5233, 5234, 5235, 5237, 5238 |
| 2  | Kecskemét, Egyetem (GAMF)         | 1, 1D, 5, 11, 11A, 15, 22 1499, 1529, 1547, 1566 5224, 5225, 5226, 5227, 5229, 5231, 5232, 5233, 5234, 5235, 5237, 5238, 5243 |
| 3  | Kertészeti Kutató                 | 5225, 5226, 5227, 5229, 5231, 5232, 5233, 5234, 5235, 5237, 5238 |
| 4  | Köncsögi útelágazás               | 5225, 5226, 5227, 5229, 5232 |
| 5  | Ágasegyháza, autóbusz-váróterem   | 1547, 1566 5225, 5226, 5227, 5229, 5232 |
| 6  | Izsák, Rendőrség                  | 1547, 1566 5225, 5226, 5227, 5232, 5271, 5341 |
| 7  | Izsák, temető                     | 5226, 5232 |
| 8  | Izsák, gépállomás                 | 5226, 5232 |
| 9  | Kispáhi, Borzák tanya             | 5226, 5232, 5341 |
| 10 | Páhi, községháza                  | 1566 5226, 5232, 5341 |
| 11 | Csengődi elágazás                 | 5226, 5232, 5348 |
| 12 | Tabdi-csatorna                    | 5226, 5232, 5341, 5348 |
| 13 | Tabdi elágazás                    | 5226, 5232, 5341, 5348 |
| 14 | Kaskantyúi elágazás               | 5232, 5341, 5348 |
| 15 | 39-es km kő                       | 5226, 5232, 5341, 5348 |
| 16 | Kiskőrös, vasútállomás            | 650 1115, 1566 5226, 5232, 5341, 5348, 5349, 5352 |
| 17 | Kiskőrös, városháza               | 650 1115, 1507, 1510, 1513, 1566, 1568 5058, 5226, 5232, 5275, 5295, 5349, 5350, 5362 |
| 18 | Kecel, Lovas büfé                 | 5056, 5226, 5232, 5297, 5349, 5369 |
| 19 | Kecel, autóbusz-váróterem         | 1524 5056, 5219, 5226, 5232, 5290, 5297, 5349, 5369 |
| 20 | Császártöltés, autóbusz-váróterem | 1524 5219, 5226, 5315, 5316, 5370 |
| 21 | Hajósi pincék                     | 1111, 1524 5219, 5226, 5315, 5316, 5370 |
| 22 | Érsekhalma, bejárati út           | 1524 5219, 5226, 5315, 5316 |
| 23 | Nemesnádudvar, bejárati út        | 1524 5219, 5226, 5315, 5316 |
| 24 | Sükösd, autóbusz-váróterem        | 1110, 1113, 1123, 1524 5219, 5226, 5310, 5314, 5315, 5316 |
| 25 | Érsekcsanád, autóbusz-váróterem   | 1110, 1113, 1123, 1524 5219, 5226, 5310, 5314, 5315, 5316 |
| 26 | Bajaszentistván                   | 1, 5 1110, 1113, 1123 5219, 5226, 5310, 5314, 5315, 5316 |
| 27 | Baja, autóbusz-állomás            | 3, 4 1110, 1113, 1123, 1486, 1503, 1504, 1506, 1524, 1577, 1652, 1731 5035, 5042, 5219, 5226, 5310, 5314, 5315, 5320, 5321, 5323, 5325, 5326, 5327, 5328, 5330, 5335, 5336, 5337, 5338, 5410, 5439, 5475, 5650 |
| 28 | Pécs, Fellbach utca               | 5660, 5661, 5662, 5663, 5856, 5857 |
| 29 | Pécs, autóbusz-állomás végállomás | 4, 4Y, 6, 7, 7Y, 8, 13, 13Y, 15, 20, 21, 22, 23, 23Y, 24, 30, 30Y, 32, 32Y, 33, 34, 34Y, 35Y, 41, 41Y, 42, 42Y, 43, 46, 60, 60A, 60Y, 73, 73Y, 103, 104, 104A, 121, 913, 973 1134, 1486, 1503, 1504, 1524, 1562, 1564, 1566, 1568, 1569, 1641, 1665, 1668, 1673, 1707, 1740, 1742, 1843 5600, 5603, 5606, 5608, 5610, 5620, 5621, 5624, 5625, 5626, 5628, 5630, 5635, 5636, 5638, 5639, 5643, 5645, 5646, 5650, 5655, 5658, 5660, 5661, 5662, 5663, 5666, 5667, 5671, 5673, 5674, 5676, 5678, 5682, 5683, 5685, 5686, 5688, 5689, 5690, 5698, 5856, 5857 |